# 長尾伸一
長尾 伸一（ながお しんいち、1955年2月18日 - ）は、日本の経済学史学者。名古屋大学名誉教授。サントリー学芸賞受賞。

## 来歴
愛知県生まれ。1982年京都大学経済学部卒、87年同大学院博士課程満期退学、滋賀大学経済学部助手、1988年講師、1992年助教授、1995年広島大学経済学部助教授、1999年名古屋大学経済学部助教授。2001年『ニュートン主義とスコットランド啓蒙』でサントリー学芸賞受賞。2002年同書で京大経済学博士。2003年 名古屋大学大学院経済学研究科教授。
2021年名古屋大学名誉教授。

## 著書
- 『ニュートン主義とスコットランド啓蒙 不完全な機械の喩』名古屋大学出版会 2001
- 『トマス・リード 実在論・幾何学・ユートピア』名古屋大学出版会 2004
- 『複数世界の思想史』名古屋大学出版会 2015

### 共編
- 『EU経済統合の地域的次元 クロスボーダー・コーペレーションの最前線』若森章孝,八木紀一郎,清水耕一共編著 ミネルヴァ書房 Minerva現代経済学叢書 2007
- 『徳・商業・文明社会』坂本達哉共編 京都大学学術出版会 2015
- 『緑の産業革命 資源・エネルギー節約型成長への転換』マルティン・イェーニッケ, ミランダ・A.シュラーズ, クラウス・ヤコプ共編 昭和堂 2012

### 翻訳
- マルティン・イェニッケ,ヘルムート・ヴァイトナー編『成功した環境政策 エコロジー的成長の条件』長岡延孝共監訳 有斐閣 1998
- ロジャー・ホリングスワースほか『制度の政治経済学』長岡延孝共編監訳 木鐸社 2000
- ミランダ・A.シュラーズ『地球環境問題の比較政治学 日本・ドイツ・アメリカ』長岡延孝共監訳 岩波書店 2007
- ロバート・ウェード『東アジア資本主義の政治経済学 輸出立国と市場誘動政策』畑島宏之、藤縄徹、藤縄純子共訳 同文舘出版 2000